# Jametz
Ne doit pas être confondu avec Lametz.
Jametz [ʒame] est une commune française située dans le département de la Meuse, en région Grand Est. Jametz fait partie de la Lorraine gaumaise.

## Géographie

### Localisation
Petite commune qui est située entre Montmédy et Verdun.

### Hydrographie
La commune est dans le bassin versant de la Meuse au sein du bassin Rhin-Meuse. Elle est drainée par le Loison, le ruisseau de Braconrupt et le ruisseau la Losange,.
Le Loison, d'une longueur de 53 km, prend sa source dans la commune de Loison et se jette  dans la Chiers à Chauvency-le-Château, après avoir traversé 17 communes. Les caractéristiques hydrologiques du Loison sont données par la station hydrologique située sur la commune de Vittarville. Le débit moyen mensuel est de 1,72 m3/s. Le débit moyen journalier maximum est de 38,9 m3/s, atteint lors de la crue du 15 juillet 2021. Le débit instantané maximal est quant à lui de 45,2 m3/s, atteint le même jour.

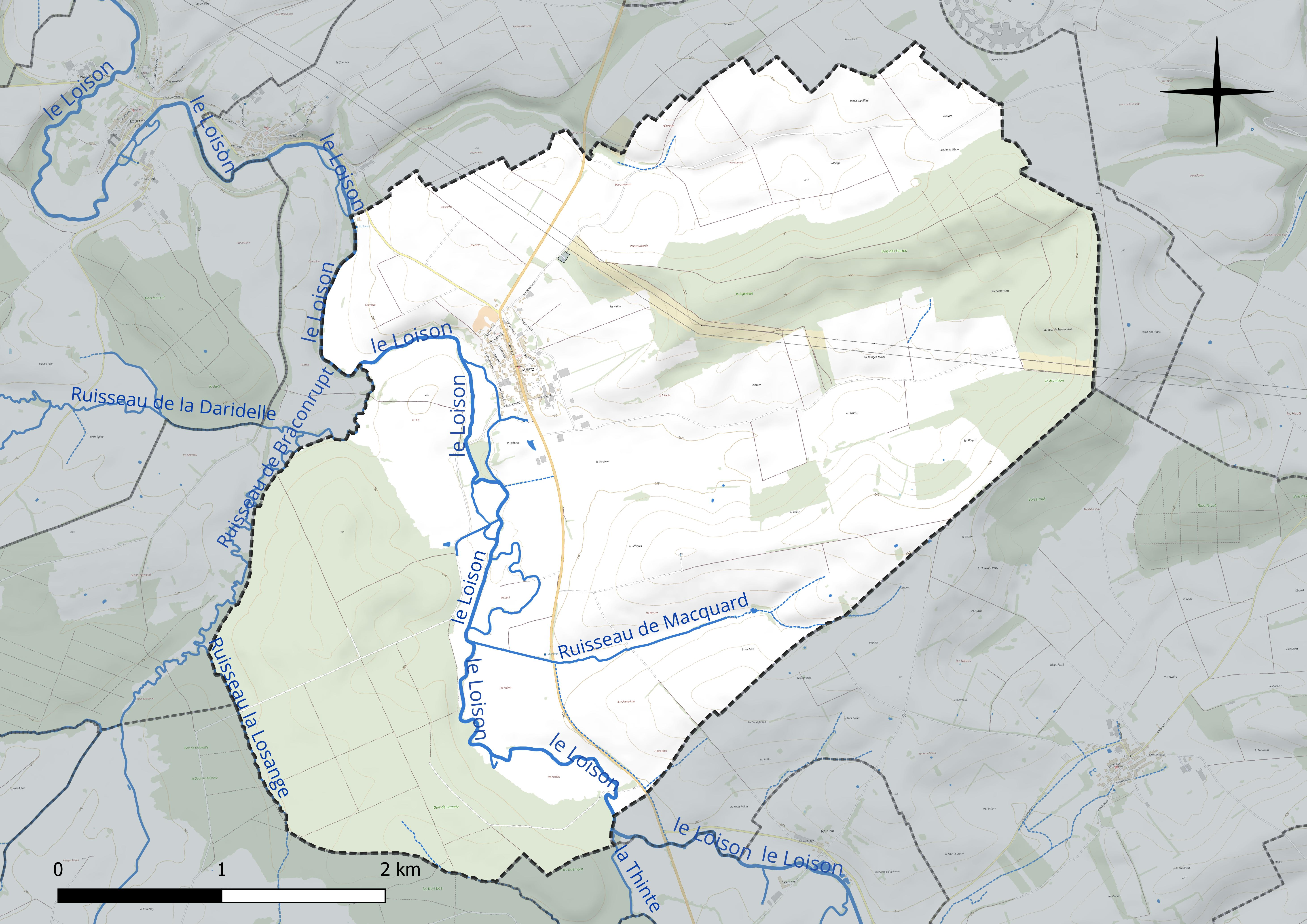
Réseau hydrographique de Jametz.

Le ruisseau de Braconrupt, d'une longueur de 10 km, prend sa source dans la commune de Brandeville et se jette  dans le Loison sur la commune, après avoir traversé quatre communes. 

### Climat
Pour des articles plus généraux, voir Climat du Grand Est et Climat de la Meuse.
En 2010, le climat de la commune est de type climat de montagne, selon une étude du Centre national de la recherche scientifique s'appuyant sur une série de données couvrant la période 1971-2000. En 2020, Météo-France publie une typologie des climats de la France métropolitaine dans laquelle la commune est dans une zone de transition entre le climat océanique altéré et le climat océanique altéré et est dans la région climatique  Lorraine, plateau de Langres, Morvan, caractérisée par un hiver rude (1,5 °C), des vents modérés et des brouillards fréquents en automne et hiver. 
Pour la période 1971-2000, la température annuelle moyenne est de 9,6 °C, avec une amplitude thermique annuelle de 15,8 °C. Le cumul annuel moyen de précipitations est de 901 mm, avec 13,7 jours de précipitations en janvier et 9,6 jours en juillet. Pour la période 1991-2020, la température moyenne annuelle observée sur la station météorologique de Météo-France la plus proche, « Mouzay », sur la commune de Mouzay à 12 km à vol d'oiseau, est de 10,6 °C et le cumul annuel moyen de précipitations est de 789,5 mm. 
La température maximale relevée sur cette station est de 40,4 °C, atteinte le 24 juillet 2019 ; la température minimale est de −15,3 °C, atteinte le 20 décembre 2009,,. 
Les paramètres climatiques de la commune ont été estimés pour le milieu du siècle (2041-2070) selon différents scénarios d'émission de gaz à effet de serre à partir des nouvelles projections climatiques de référence DRIAS-2020. Ils sont consultables sur un site dédié publié par Météo-France en novembre 2022.

## Urbanisme

### Typologie
Au 1er janvier 2024, Jametz est catégorisée commune rurale à habitat dispersé, selon la nouvelle grille communale de densité à sept niveaux définie par l'Insee en 2022.
Elle est située hors unité urbaine et hors attraction des villes,.

### Occupation des sols
L'occupation des sols de la commune, telle qu'elle ressort de la base de données européenne d’occupation biophysique des sols Corine Land Cover (CLC), est marquée par l'importance des territoires agricoles (63,1 % en 2018), une proportion identique à celle de 1990 (63,1 %). La répartition détaillée en 2018 est la suivante : 
prairies (36,1 %), forêts (31,5 %), terres arables (27 %), milieux à végétation arbustive et/ou herbacée (3,5 %), zones urbanisées (1,9 %). L'évolution de l’occupation des sols de la commune et de ses infrastructures peut être observée sur les différentes représentations cartographiques du territoire : la carte de Cassini (XVIIIe siècle), la carte d'état-major (1820-1866) et les cartes ou photos aériennes de l'IGN pour la période actuelle (1950 à aujourd'hui).

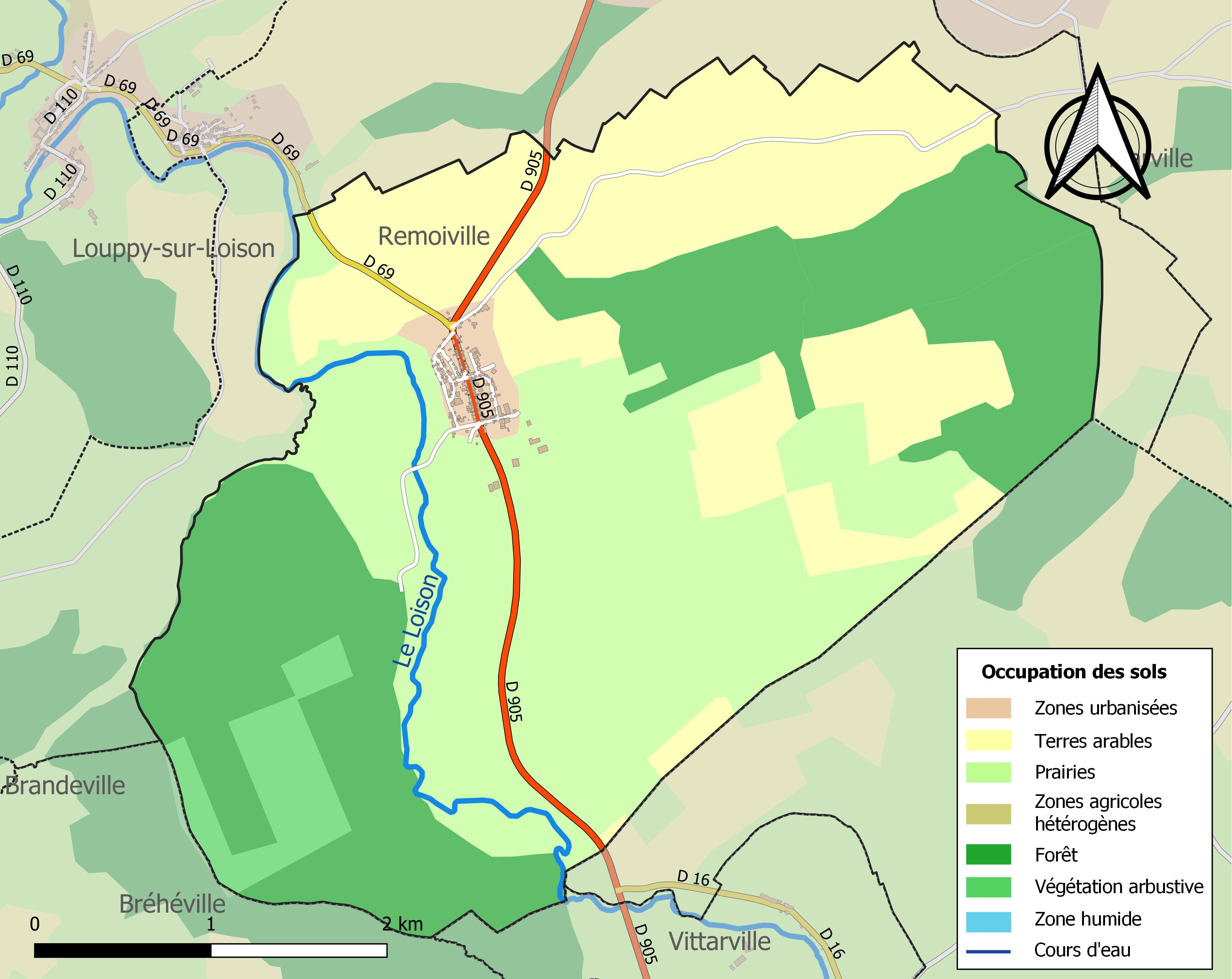
Carte des infrastructures et de l'occupation des sols de la commune en 2018 (CLC).

## Toponymie
Gemmatium (1076) ; Gerimacum (1086) ; Gemmacum (1086) ; Allodium de Jamars (XIe siècle) ; Jamais (1163 et 1240) ; Jamas (1220) ; Jamai (1220) ; Jamaix (1233) ; Gemmas, Jemmas, Jamaz (XIIIe siècle) ; Jamatz (1333) ; Jaymais, Gemmacium, Genniacum (1549) ; Jamets (1568, 1597 et 1712) ; Jamects (1568) ; Iametz (1588) ; Iamets (1700) ; Jametz (1793).[réf. nécessaire]
Jametz fait partie de la Lorraine gaumaise.

## Histoire

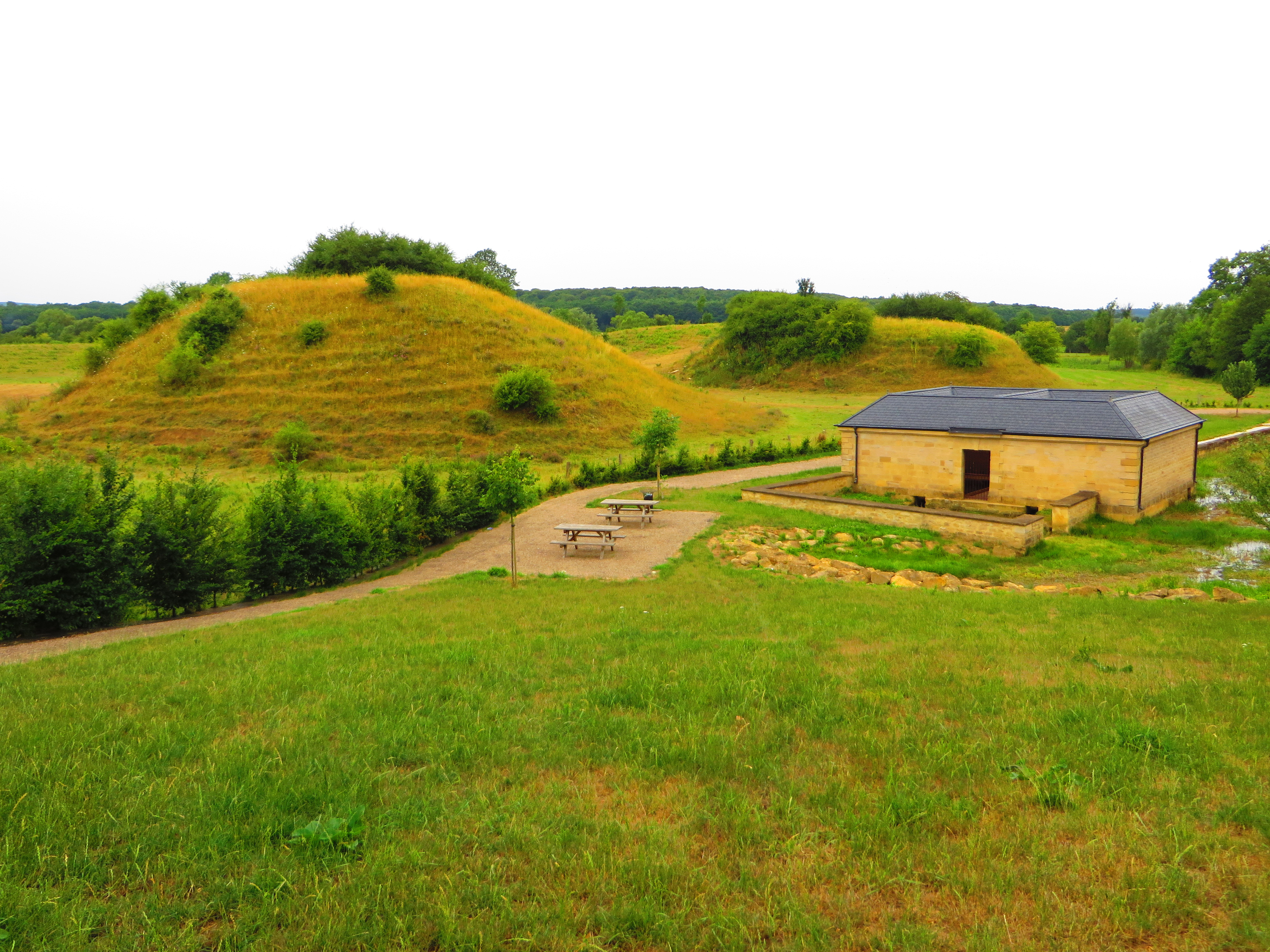
Les mottes de la citadelle.

Les premières traces connues d’occupation humaine retrouvées dans la commune remontent à la période gallo-romaine, où son nom est Gemmatium. Anciennement Jametz était fief à l'évêché de Verdun. Il fit ensuite partie du Barrois, puis devint chef-lieu d'un comté ressortissant à la principauté de Sedan de 1449 à 1598. Il passa successivement aux duchés de Champagne, de Bar, de Luxembourg et de Lorraine, puis au Clermontois et à la France par échange de 1784.
La ville, protestante et appartenant à la principauté de Sedan, subit un long siège en 1588-1589 des troupes de la Ligue (dernière guerre de Religion). C'est l'ingénieur militaire Errard de Bar-le-Duc qui la défend jusqu'à la capitulation du 24 juillet 1589.
Le vieux château-fort médiéval avait été aménagé pour un nouveau style de guerre où l'artillerie et la mousqueterie avaient des rôles importants à jouer : Jean  Errard avait fait raser les tours à la hauteur du rempart, y improvisant des bastions (plates-formes conçues pour une défense efficace par les arquebuses et les canons), et murer toutes les portes (sauf celle qui regardait Jametz au nord-est) pour renforcer les remparts. Le château avait la forme d’un quadrilatère irrégulier flanqué d'énormes tours tronquées à chaque angle, avec un donjon central, devenu le logement du gouverneur, abritant armes et munitions, véritable citadelle avec tours et douves. Toute la forteresse baignait dans les eaux de la Loison détournée, inondant de vastes fossés entourant ses murailles. Ses remparts, murs et courtines étaient renforcés de tours et bastions (bastion de la Grille, bastion de la Cloche) adaptés aux nouvelles tactiques, avec des demi-lunes et ces tout récents boulevards élevés en terre de la Porte, du Robin et de Brutz, qui amélioraient considérablement la défense. La toute petite ville, très médiocre place-forte mal remparée, s’étirait le long de la rivière, qui la protégeait dans sa partie basse, et se retranchait derrière de larges et profonds fossés extérieurs, encore visibles aujourd'hui, surtout du côté de Remoiville, surmontés des boulevards de la Garenne, du Hazart et de la Lampe... Il n'est donc pas étonnant, qu’avec tant de nouveaux boulevards, ce foyer de Huguenots ait mérité parfois l'appellation de « Boulevard du Protestantisme » et qu'ainsi modernisée -et galvanisée par d'audacieuses sorties et d’incessants et foudroyants coups de main de défenseurs déterminés- Jametz ait soutenu, du 19 janvier 1588 au 29 juillet 1589, un long siège d'un an et demi !
Les fortifications du village de Jametz furent mises en ruines en 1588. Le château fut démantelé en 1673.
 La prévôté de Jametz était composée des localités suivantes : Cierges, la Forêt, la Grange-aux-Bois, Jametz, le Jay, Montaubé, Proiville-lez-Dun, les Roises, Romagne-sous-les-Côtes. En 1790 Jametz devint chef-lieu de l'un des cantons dépendant du district de Stenay.
Ceux qui vivent dans cette petite commune située au Nord-Est de la France, proche de la frontière avec la Belgique, s'occupent principalement de l'élevage de bétail, la fabrication de fromages, l'artisanat en bois et cueros dès le XVe siècle. Anciennement, plusieurs de ses habitants avec l'intention de faire reconnaissable le peuple et les produits, ont choisi de porter comme nom de famille le nom de cette petite localité (certains avec variations comme Jamet ou Jamett) qui orgueilleusement toujours maintient vivantes ses coutumes et traditions locales.

## Politique et administration
| Période                                  | Période        | Identité        | Étiquette | Qualité |
| ---------------------------------------- | -------------- | --------------- | --------- | ------- |
| Les données manquantes sont à compléter. |                |                 |           |         |
| mars 2001                                | septembre 2006 | Régis Aubry     |           |         |
| septembre 2006                           | mai 2020       | Norbert Lambert |           |         |
| mai 2020                                 | En cours       | Régis Aubry     |           | Cadre   |

## Population et société

### Démographie
L'évolution du nombre d'habitants est connue à travers les recensements de la population effectués dans la commune depuis 1793. Pour les communes de moins de 10 000 habitants, une enquête de recensement portant sur toute la population est réalisée tous les cinq ans, les populations de référence des années intermédiaires étant quant à elles estimées par interpolation ou extrapolation. Pour la commune, le premier recensement exhaustif entrant dans le cadre du nouveau dispositif a été réalisé en 2008.

En 2022, la commune comptait 250 habitants, en évolution de −1,96 % par rapport à 2016 (Meuse : −4,4 %, France hors Mayotte : +2,11 %).
| 1793 | 1800 | 1806 | 1821 | 1831 | 1836 | 1841 | 1846 | 1851 |
| ---- | ---- | ---- | ---- | ---- | ---- | ---- | ---- | ---- |
| 776  | 788  | 802  | 879  | 951  | 924  | 858  | 854  | 788  |

| 1856 | 1861 | 1866 | 1872 | 1876 | 1881 | 1886 | 1891 | 1896 |
| ---- | ---- | ---- | ---- | ---- | ---- | ---- | ---- | ---- |
| 755  | 782  | 811  | 786  | 736  | 646  | 578  | 565  | 511  |

| 1901 | 1906 | 1911 | 1921 | 1926 | 1931 | 1936 | 1946 | 1954 |
| ---- | ---- | ---- | ---- | ---- | ---- | ---- | ---- | ---- |
| 455  | 422  | 433  | 375  | 348  | 306  | 318  | 267  | 329  |

| 1962 | 1968 | 1975 | 1982 | 1990 | 1999 | 2006 | 2008 | 2013 |
| ---- | ---- | ---- | ---- | ---- | ---- | ---- | ---- | ---- |
| 345  | 277  | 300  | 298  | 241  | 243  | 252  | 255  | 258  |

| 2018 | 2022 | - | - | - | - | - | - | - |
| ---- | ---- | - | - | - | - | - | - | - |
| 259  | 250  | - | - | - | - | - | - | - |

## Culture locale et patrimoine

### Lieux et monuments
- L'église Saint-Pierre-ès-Liens, construite en 1803.
- La chapelle Notre-Dame-du-Mont au cimetière, construite en 1560.
- La chapelle Notre-Dame-de-la-Prairie, construite en 1913.
- Vestiges de la citadelle vers XVe siècle, entourée de murailles en 1543, détruite en 1673.
- L'ancien lavoir.

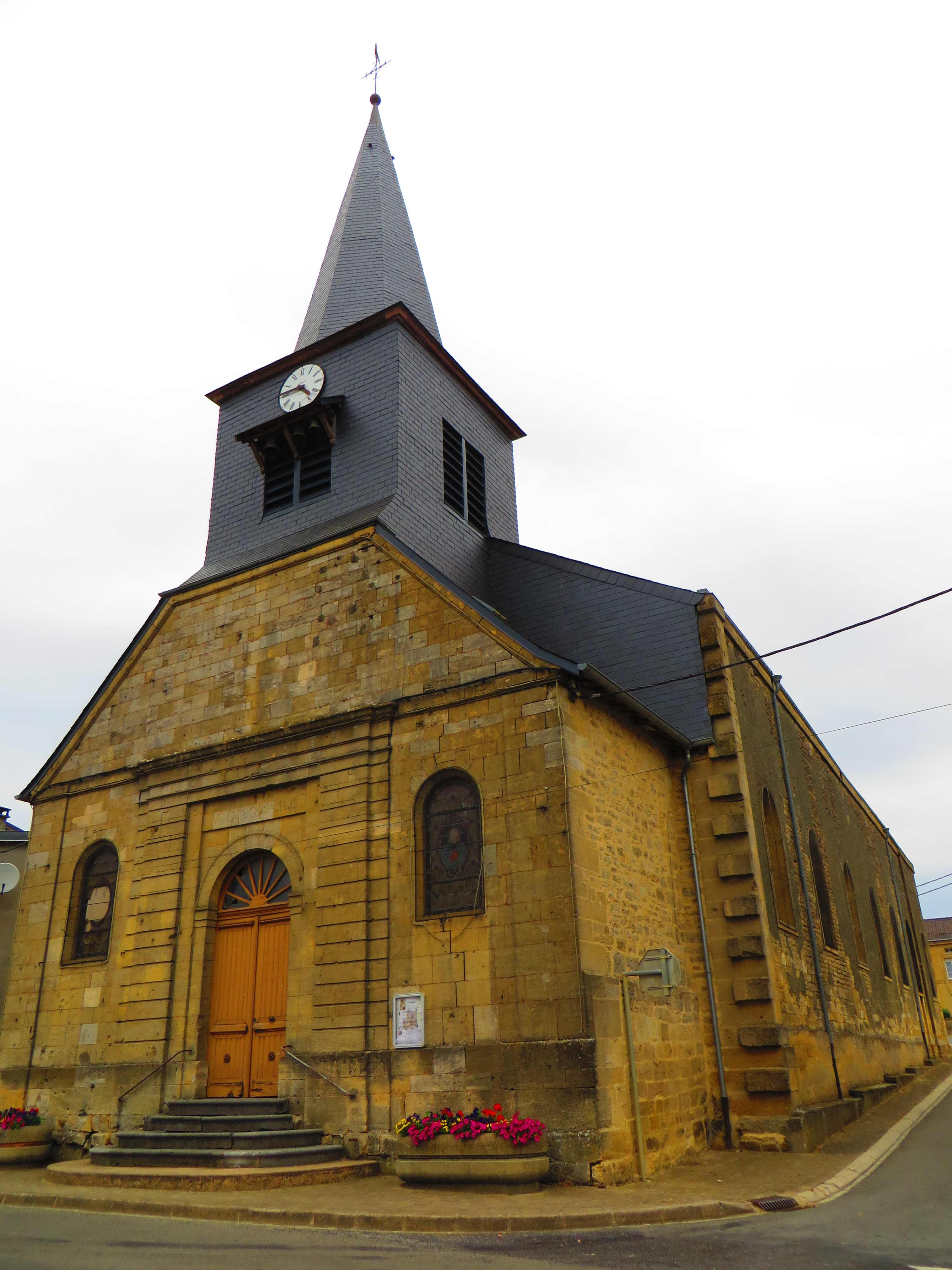
L'église Saint-Pierre-ès-Liens.
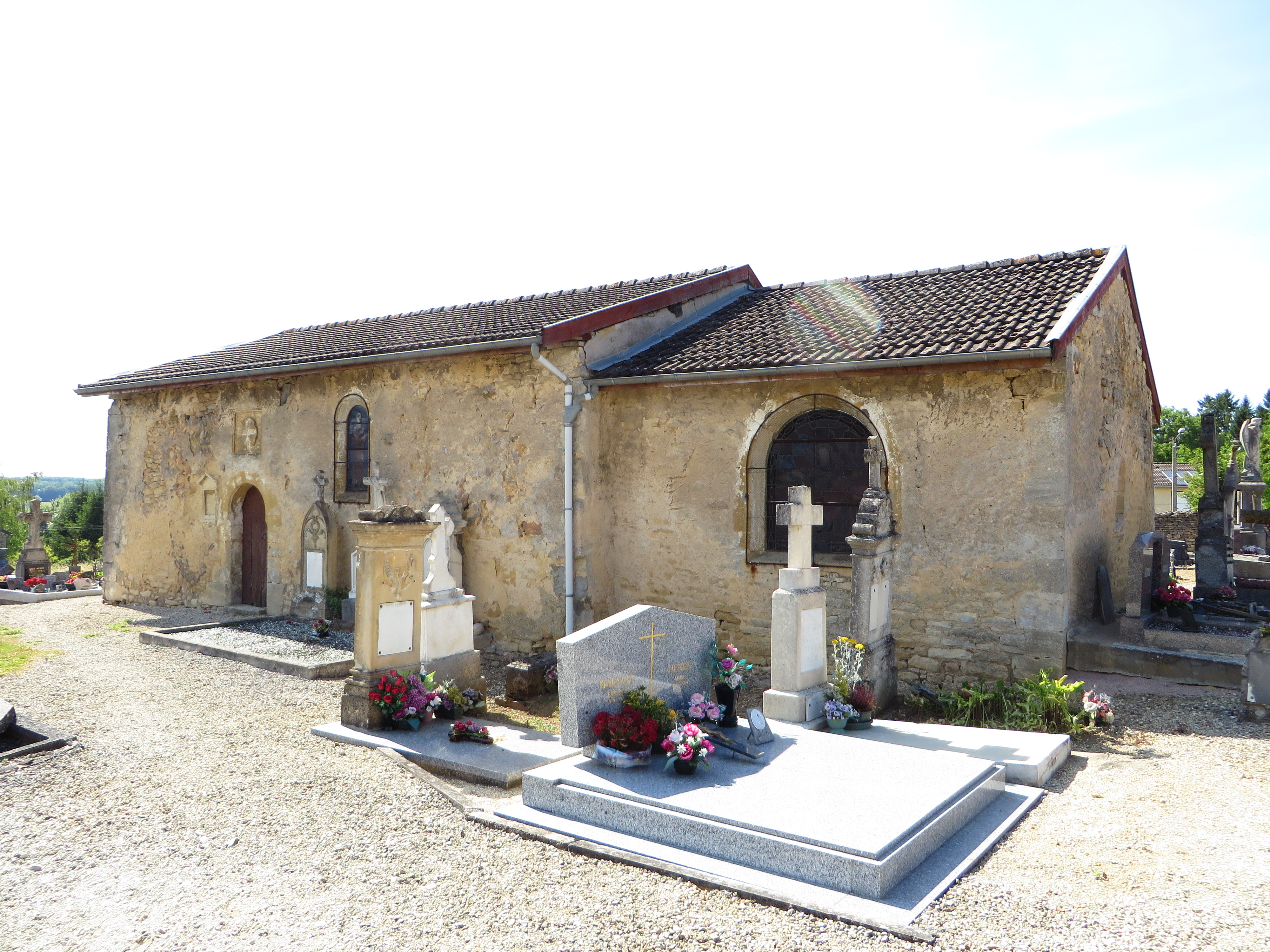
Chapelle Notre-Dame-du-Mont au cimetière.
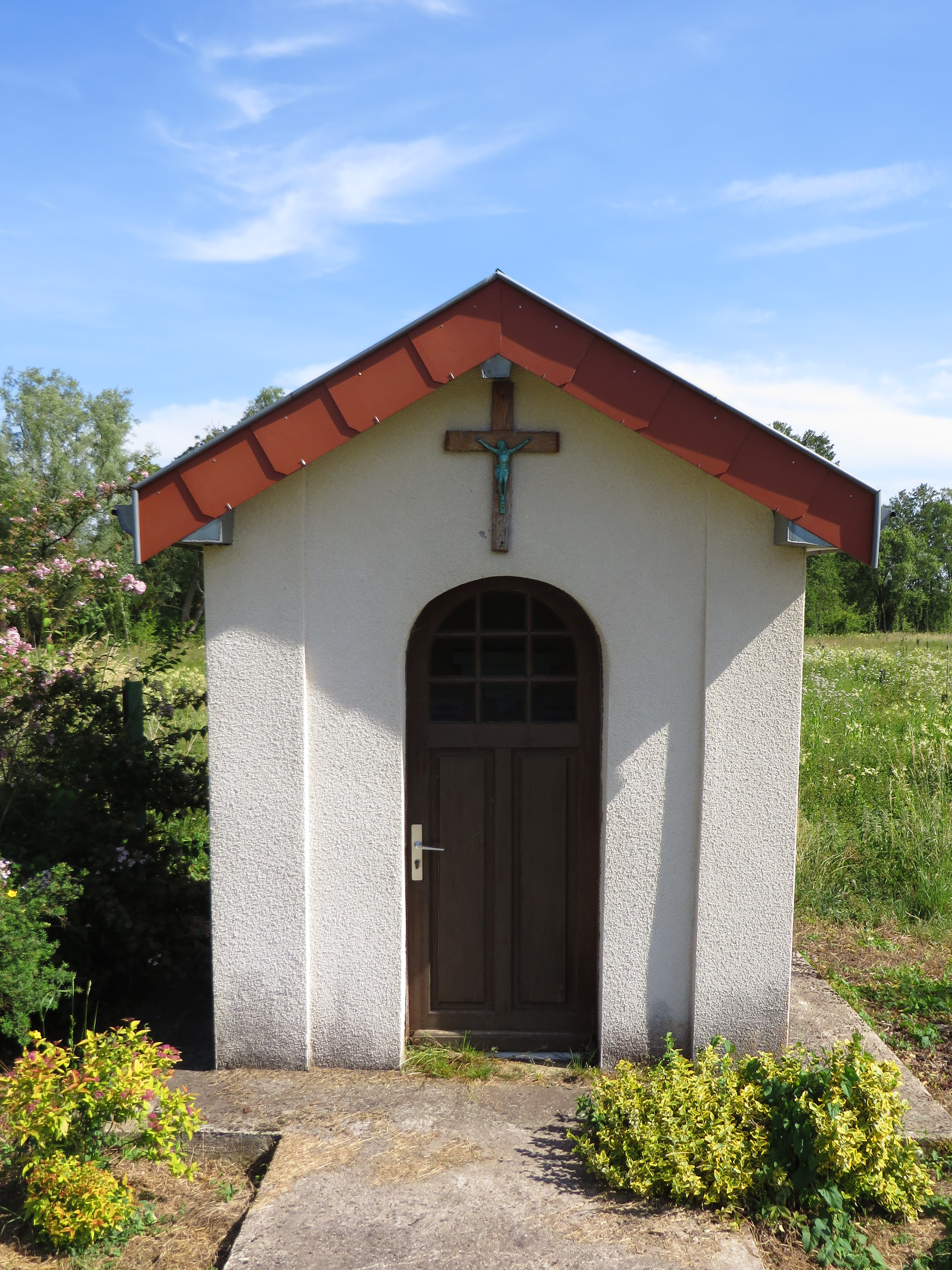
Chapelle Notre-Dame-de-la-Prairie.

### Jametz et le cinéma
Dans le film Flyboys, Jametz est citée comme cible de l'Escadrille La Fayette.